# Mellanvåg
Mellanvåg (MV) i betydelsen Medium frequency (MF) är radiovågor med frekvenser mellan 300 kHz och 3 MHz, det vill säga våglängder mellan hundra och tusen meter. Vad gäller rundradiotjänsten brukar man med mellanvåg mena delbandet 531–1611 kHz, på engelska kallas detta delband för Medium wave.

## Begreppsförvirring
Även om Medium frequency kan översättas med mellanfrekvens, betyder det svenska ordet mellanfrekvens (MF) ofta något annat – en radiosignal efter omvandling i en superheterodynmottagare. Den sortens mellanfrekvens kan ligga såväl inom som utom bandet 300 kHz till 3 MHz.

## Rundradio på mellanvåg
Sveriges sista i bruk varande mellanvågssändare för rundradio, Sölvesborgs mellanvågsstation, fanns strax utanför Sölvesborg. Sändningarna lades ned 31 oktober 2010, och hade främst tjänstgjort för Sveriges Radio Internationals program på 1179 kHz till norra och mellersta Europa. Radiosändaren hade en effekt på 600 kW.
Under dagtid hörs nästan bara de riktigt starka europeiska stationerna, men under kvällstid hörs även svagare europeiska stationer. Under natten kan man, särskilt under vinterhalvåret, höra många utomeuropeiska stationer. Under den mörka årstiden kan många stationer i Nordamerika med riktigt starka sändare avlyssnas.

## Marina band: gränsvåg
Marina band för mobil kommunikation i området 1605 kHz till 3 MHz har i Sverige traditionellt kallats för gränsvåg (GV) eller fiskevåg (norska: Fiskeribølgen). Den marina nödfrekvensen för mellanvåg ligger på 2182 kHz.